# Peñamellera Alta
Peñamellera Alta asztúriai nyelven El Valle Altu de Peñamellera) település Spanyolországban, Asztúria autonóm közösségben. Peñamellera Alta Cabrales, Llanes, Peñamellera Baja és Tresviso községekkel határos. Lakosainak száma 518 fő (2024).

## Népesség
A település népessége az utóbbi években az alábbiak szerint változott:
| Lakosok száma | 718  | 667  | 671  | 600  | 598  | 570  | 544  | 514  | 529  | 518  |
|               | 2001 | 2004 | 2007 | 2009 | 2012 | 2014 | 2017 | 2019 | 2022 | 2024 |